# Національна галерея Індонезії
Національна галерея Індонезії (англ. The National Gallery of Indonesia) — музей і художня галерея, що знаходиться в місті Джакарта, Індонезія. Національна галерея Індонезії, як заклад культури у сфері образотворчого мистецтва, існує з 8 травня 1999 року. Заклад, зберігаючи, просуваючи і виставляючи експонати образотворчого мистецтва в Індонезії, відіграє важливу роль в залученні народу до мистецтва.

## Історія

### Комплекс будівель
Комплекс розташовувався на Конінгсплейн Ост № 14 в Батавії (нині — Джакарта). Головна будівля (корпус А) було побудовано в 1817 році Г. К. Ван Райком як Індійську резиденцію (Indische Woonhuis) в колоніальному стилі Голландської Ост-Індії. Матеріали для будівництва були взяті з руїн замку Батавії (Kasteel Batavia).

У 1900 році комплекс став функціонувати як старша школа (HBS), відома як Карпентьер Альтинг Істеблішмент (CAS), і був переданий під керівництво голландського протестантського пастора і видатного масона Альберта Самуеля Карпентьєра Альтинга (1837–1915). Колишня Індійська резиденція (корпус А) стала жіночим гуртожитком, і одночасно були добудовані кілька корпусів для поліпшення функціонування школи, а саме будівля ліцею або початкової школи (1902, нині — корпус Б Національної галереї); будівля середньої школи (MULO); і будівля старшої (HBS) школи.
Після здобуття незалежності в 1945 році школа Карпентьер Альтинг Істеблішмент (CAS) продовжувала навчати численна біла спільнота поселенців, що залишилось мешкати в Джакарті, хоча уряд Індонезії змусив школу приймати в студенти представників інших рас.
У 1955 році уряд Індонезії заборонив всі види діяльності, пов'язані з голландським колоніальним правлінням. Школа була передана під керівництво Раден Салех Істеблішмент (Raden Saleh Foundation), яке продовжило діяльність Карпентьер Альтинг Істеблішмент (CAS), залишившись під егідою масонства.
У 1961 році всі голландські студенти та викладачі Карпентьер Альтинг Істеблішмент (CAS) були вигнані індонезійським урядом, сама школа була закрита, а її приміщення були віддані під державну початкову школу № 1 (SDN 01) і старшу школу 7 (Sekolah Menengah Atas 7). У 1962 році військова влада опублікували Постанову, підписану президентом Сукарно, що забороняла масонство в Індонезії. В результаті, Раден Салех Істеблішмент (Raden Saleh Foundation) було розформовано, і школа перейшла під опіку Департаменту освіти і культури Республіки Індонезія.
У 1965 році, під час спроби державного перевороту членами Комуністичної партії, відомої як Рух 30 вересня, головна будівля використовувалася як штаб-квартира молодіжно-студентського союзу (Komando Kesatuan Pemuda dan Pelajar Indonesia or KAPPI), члени якого влаштовували демонстрації з вимогою розпуску індонезійської комуністичної партії.
Як тільки політична ситуація покращилася, будівлею скористалася індонезійська армія (Tentara Nasional Indonesia Angkatan Darat or TNI/AD) як штаб-квартирою Джакартської піхотної бригади, що входила до військового округу Jakarta Raya V (Komando Daerah Militer V Jakarta Raya: Kodam Jaya).
У 1981 році, на основі телеграми, отриманої від начальника штабу армії (Kepala Staf Angkatan Darat or KSAD), за номером 51/1978/1981, і підкріпленої Наказом від Командувача військовим округом Jakarta Raya V за номером SKIP/194/1982, головну будівлю було повернуто Департаменту освіти і культури. Потім, на основі Постанови Генерального секретаря Департаменту освіти і культури за номером 126/F/1982 від 28 лютого 1982 року керівництво будівлею було передано Генеральному Директорату культури. Ця головна будівля (корпус А) з тих пір використовується як виставковий зал і нині є центральною спорудою Національної галереї Індонезії.

### Заснування Національної галереї Індонезії
Заснування Національної галереї Індонезії було одним із завдань, націлених на втілення Програми національного центру культурного розвитку (Wisma Seni Nasional/Pusat Pengembangan Kebudayaan Nasional), запущеної в 1960-х.
В очікуванні реалізації Програми національного центру культурного розвитку, професор, доктор Фуад Хасан (на той час міністр освіти і культури) організував реставрацію будівлі, щоб удосконалити її функціонування як художньої виставки, як арт-центру і як центру різного роду заходів, що сприяють визнанню мистецтва. Відреставровану будівлю було відкрито в 1987 році.
У 1995 році після інтенсивного лобіювання із зацікавленими органами, заклад, відомий як Національна галерея Індонезії, отримав свій нинішній вигляд і функції на основі відповідних документів. Першим документом, виданим у 1998 році, була Постанова координаційного міністра з розвитку і розширенню прав та можливостей державної служби (Menko Pengawasan Pembangunan dan Pendayagunaan Aparatur Negara) за номером 34?MK/.WASPAN/1998. Потім цю постанову було підтверджено Постановою Міністерства освіти і культури за номером 099a/0/1998, і будівлю було відкрито 8 травня 1999 року.

## Колекція
Сьогодні музей містить 1770 творів мистецтва індонезійських та іноземних митців, серед яких найбільш примітними є роботи художників Індонезії Раден Салеха, Аффанді, Басукі Абдуллаха, а також деяких зарубіжних майстрів, таких як Василя Кандинського, Ханса Хартунг, Віктора Вазарелі, Соні Делоне, П'єра Сулаж і Чжао Уцзі.